# Mark Kelly (Sänger)
Mark Kelly (* in Manchester) ist ein englischer Musiker mit jamaikanischen Wurzeln, der in der Westschweiz in Vevey lebt.

## Karriere
Mark Kelly, der einen jamaikanischen Großvater hat, wuchs in seiner Geburtsstadt Manchester auf. In seiner Jugend war er Bassgitarrist und mit 17 Jahren hielt er sich mit seiner damaligen Band einige Zeit in der Schweiz auf. Nachdem er einige Zeit in London gelebt hatte und selbst zur Gitarre gegriffen und eigene Musik gemacht hatte, zog er Anfang der 2000er Jahre in die Romandie und ließ sich in Montreux nieder.
Dort versuchte er sich zuerst als Rapper, wurde dann aber Sänger und Gitarrist der 2002 gegründeten Reggae-Combo Inna Crisis. Die bis zu acht Mitglieder umfassende Band machte sich bald einen Namen. 2005 erschien ihr erstes Album The Time Is Now, später im Jahr traten sie beim Montreux Jazz Festival in der Reggae Boat Night auf und im Jahr darauf folgte Album Nummer zwei What If.
Mitte der 2000er lernte Kelly dann drei Schweizer Musiker kennen, mit denen er als zweites Projekt die Band The Passengers gründete. Es handelte sich um eine Pop-Rock-Band, in die Kelly aber auch Reggae und Soul einfließen ließ. 2007 veröffentlichte das Quartett eine EP, ein für das folgende Jahr geplante Album kam aber nicht zustande.
2016 veröffentlichte Mark Kelly sein erstes Soloalbum mit dem Titel I Am Who I Am. Im selben Jahr unternahm er auch das Projekt The Shamanics zusammen mit dem Elektromusiker Xewin, aus dem das Album Shamanic hervorging. Anfang Februar 2017 wurde er mit dem Swiss Music Award als Best Act Romandie ausgezeichnet.

## Diskografie
Inna Crisis
- Woman (Single, 2005)
- The Time Is Now (Album, 2005)
- What If (Album, 2006)

The Passengers
- Killed a Woman
- My Person Tilly
- Simplicity

The Shamanics
- Shamanic (2016)

Solo
- I Am Who I Am (Album, 2016)